# Беляево (Студёнский сельсовет)
Беля́ево — село Усманского района Липецкой области России. Расположено к юго-западу от Усмани на границе с Воронежской областью, входит в состав Студёнского сельсовета.

## История
Беляево как деревня возникло в начале XVII века. Затем оно исчезло: стала пустошью. В документах 1629 года упоминается:

…пустошь поляна Беляевская, на речке на Ивнице, за помещики за Демою Александровым сыном Невзорова.
Из документа видно, что это было место деревни, носившей название по фамилии её жителя Беляева.
Вторично это место заселялось в 1630-е годы. Но в 1644 году было разорено татарами.
В источниках 1666 года указывается, что  в 1646 году на поляне Беляевской, «лежащей впусте», отмежевана земля, на которой в 1651 году появились 22 двора служивых людей. В документах 1705 года Беляево отмечается как село с деревянной церковью.
В 1825 году была построена каменная церковь. По данным 1862 года — село казённое Беля́ево-Ники́тинское, 97 дворов, 705 жителей.
В 1880 году в нём было 124 двора, 844 жителя. В 1911 году — 173 двора, 1395 жителей. По переписи 1926 года — центр сельсовета, 312 дворов, 1702 жителя.
В 1997 году — 224 жителя.
В 2008 году — 184 жителя.
В 2011 году — 203 жителя.

## Население
| 1862 | 1880 | 1911  | 1926  | 1997 | 2008 | 2010 |
| ---- | ---- | ----- | ----- | ---- | ---- | ---- |
| 705  | ↗844 | ↗1395 | ↗1702 | ↘224 | ↘184 | ↗203 |
| 2011 |      |       |       |      |      |      |
| →203 |      |       |       |      |      |      |

## Известные уроженцы
- Баскакова, Евдокия Семёновна (1908—1969) — Герой Социалистического Труда.
- Герой Социалистического Труда Е. С. Баскаков
- Один из руководителей партизанского движения в Великой Отечественной войне Д. М. Попов
- Крутских, Дмитрий Андреевич — советский военачальник, генерал-полковник.

## Достопримечательности
- Памятник воинам, погибшим в годы Великой Отечественной войны 1941—1945 гг.
- Воронежский заповедник